# Cool & Country
『Cool & Country』(クール・アンド・カントリー)は、青森県で活動する女性ローカルアイドルグループ・りんご娘の20周年を記念して2020年9月23日にリリースされたリアレンジ・アルバムである。

## 概要
本作は、2000年のデビュー以来活動を続けるりんご娘の節目となる20周年を祝して制作された。グループコンセプト「Cool & Country」をそのままタイトルに採用し、現体制の4人のメンバーによってレコーディングされた。
収録曲は、初期の代表曲を中心にメンバー自身が選曲し、全8曲を収録。全ての楽曲はリアレンジされており、サウンドプロデュースは多田慎也、アレンジは島田尚が担当した。

## 収録曲
1. LOVE & SOLDIER
2. Fly High
3. バスターミナル
4. JONKARA
5. A.D.D
6. 焼きりんご
7. Give me Power!!
8. りんごのキモチ

## プロモーション
リリースを記念して、7日間連続のオンラインイベントが開催された。YouTubeにてミニライブ映像が無料配信され、ファンとの交流を深めた。一部店舗では、先着購入特典としてポスターや缶バッジ、ステッカーなどが配布された。